# 닛폰 TV 네트워크 협의회

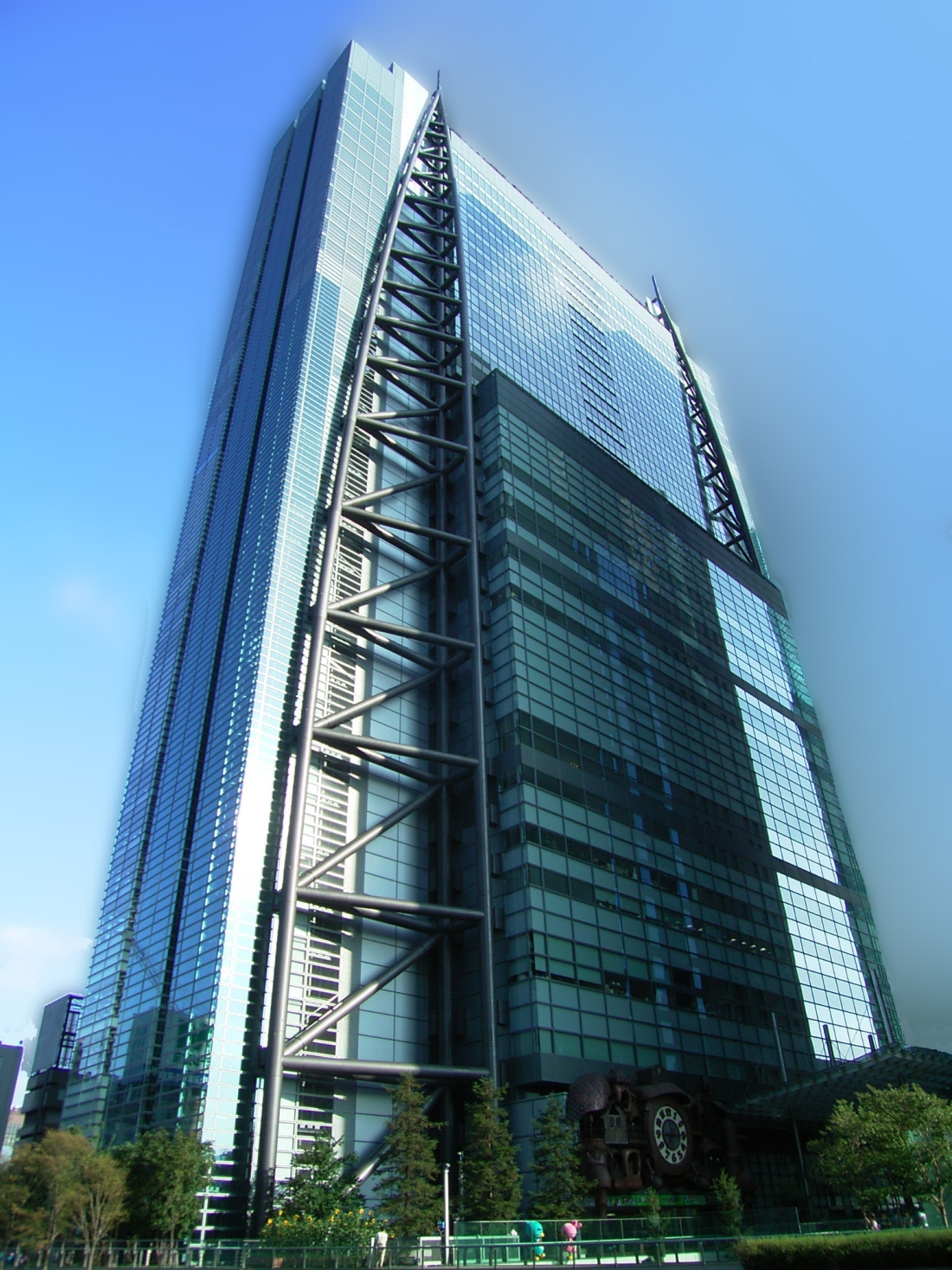

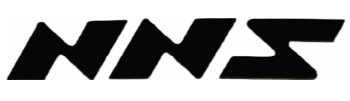
로고

닛폰 TV 네트워크 협의회(Nippon Television Network System, 약칭：NNS)는 닛폰 TV(NTV)를 중심방송국으로, 요미우리 TV 방송(ytv)를 준중심방송국으로 하는 일본의 지역 민방 TV 네트워크이다.
지역 민방 프로그램 네트워크인 NNS와 별개로 뉴스 네트워크인 닛폰 뉴스 네트워크가 존재한다.

## 개요
- FNS보다 3년늦은 1972년 창설되었으며 인지도는 FNS보다 낮다고 한다.
- VHF채널대역을 쓰는 16개 방송국들은 그 지역 최초의 민영 텔레비전 방송국인 경우가 많다.(홋카이도와 히로시마 제외)
- 가맹 방송국의 이름은 「00방송」, 「00텔레비전 방송」이 많이 쓰이며 전자는 후쿠오카 방송을 제외한 라디오 겸영 방송국에, 후자는 대도시권 방송국이나 그 지역에서 2번째 민영방송국으로 개국한 방송국에서 많이 사용하고 있다.
- 일정한 시간대에 의무적으로 NNS 프로그램을 방송해야하는 머스트바이 방송국과 의무적으로 방송하지 않아도 되는 비 머스트바이 방송국이 존재한다.
- 1980년대 후반까지 네트워크간 결속력이 약했는데 이는 대다수의 계열 방송국이 크로스넷이었기 때문이다.(일부 크로스넷 계열국의 경우 NNS에 비협조적인 태도를 보이는 곳도 있었다고 한다.)

## 가맹국
※이 표는, 일본 북쪽지역에서 남쪽지역 순으로 기재되어 있다.
- 기호에 대해
  - ★ - VHF 방송국
  - ☆ - UHF 방송국
  - 0 - 머스트바이 방송국
  - × - 비 머스트바이 방송국

### 현재의 가맹국
| 방송구역    | 약칭/ID | 회사명               | 비고 | 기호 |
| ----------- | ------- | -------------------- | --- | ---- |
| 홋카이도    | STV 5   | 삿포로 TV 방송       | 네트워크 중심국 | ★0   |
| 아오모리현  | RAB 1   | 아오모리 방송        | | ★0   |
| 이와테현    | TVI 4   | TV 이와테            | | ☆0   |
| 미야기현    | MMT 4   | 미야기 TV 방송       | 네트워크 중심국 | ☆0   |
| 아키타현    | ABS 4   | 아키타 방송          | 머스트바이 방송국 의무방송 프로그램은 방송되고 있지만, 일부 특별프로그램은 방송하지 않는다.                                   | ★×   |
| 야마가타현  | YBC 4   | 야마가타 방송        | | ★0   |
| 후쿠시마현  | FCT 4   | 후쿠시마 중앙 TV     | | ☆0   |
| 간토 광역권 | NTV 4   | 닛폰 TV 방송망       | 중심방송국(키 스테이션) | ★0   |
| 야마나시현  | YBS 4   | 야마나시 방송        | 비머스트바이 방송국이지만, 골든·시청률 최고 시간대는 일부 미니 프로그램을 제외하고 머스트바이 방송국 같은 편성을 취하고 있다. | ★×   |
| 나가노현    | TSB 4   | TV 신슈              | 1991년 4월 NNS 머스트바이 방송국화에 수반해 가맹                                                                              | ☆0   |
| 니가타현    | TeNY 4  | TV 니가타 방송망     | 1981년 4월 개국 | ☆0   |
| 시즈오카현  | SDT 4   | 시즈오카 제일 TV     | CM미방송 문제로 1999년부터 2년간 제명 처분을 받았었다.                                                                        | ☆0   |
| 주쿄 광역권 | CTV 4   | 주쿄 TV 방송         | 네트워크 중심국. NNS발족 - 1973년 3월까지 NBN과 중복 가맹. 그 후 일원화.                                                      | ☆0   |
| 도야마현    | KNB 1   | 기타니혼 방송        | | ★×   |
| 이시카와현  | KTK 4   | TV 가나자와          | 1990년 4월 개국 | ☆0   |
| 후쿠이현    | FBC 7   | 후쿠이 방송          | ANN과의 크로스넷 방송국(1989년 4월~2001년 4월).                                                                               | ★×   |
| 긴키 광역권 | ytv 10  | 요미우리 TV 방송     | 준중심방송국 | ★0   |
| 돗토리현    | NKT 1   | 니혼카이 TV          | 1972년 9월까지 돗토리 현만 방송구역으로 삼음.                                                                                 | ★0   |
| 시마네현    | NKT 1   | 니혼카이 TV          | 1972년 9월까지 돗토리 현만 방송구역으로 삼음.                                                                                 | ★0   |
| 히로시마현  | HTV 4   | 히로시마 TV 방송     | 네트워크 중심국 | ★0   |
| 야마구치현  | KRY 4   | 야마구치 방송        | HTV의 FNN/FNS 탈퇴·머스트바이 방송국화 전까지는 네트워크 중심국                                                               | ★0   |
| 도쿠시마현  | JRT 1   | 시코쿠 방송          | | ★×   |
| 가가와현    | RNC 4   | 니시닛폰 방송        | 1983년 3월까지 가가와 현만 방송구역으로 삼음.                                                                                 | ★0   |
| 오카야마현  | RNC 4   | 니시닛폰 방송        | 1983년 3월까지 가가와 현만 방송구역으로 삼음.                                                                                 | ★0   |
| 에히메현    | RNB 4   | 난카이 방송          | | ★0   |
| 고치현      | RKC 4   | 고치 방송            | | ★×   |
| 후쿠오카현  | FBS 5   | 후쿠오카 방송        | 기간국 CM미방송 문제로 1997년부터 1년간 활동 정지 처분을 받았음.                                                              | ☆0   |
| 나가사키현  | NIB 4   | 나가사키 국제 TV     | 1991년 4월 개국 | ☆0   |
| 사가현      | 없음    | 없음                 | 없음 |      |
| 구마모토현  | KKT 4   | 구마모토 현민 TV     | 1982년 4월 개국. FBS의 NNS 활동 정지 처분중 네트워크 중심국 대행                                                              | ☆0   |
| 오이타현    | TOS 4   | TV 오이타            | 1970년 4월 개국. FNN/FNS와 크로스 네트워크 관계                                                                               | ☆0   |
| 가고시마현  | KYT 4   | 가고시마 요미우리 TV | 1994년 4월 개국 | ☆0   |
| 미야자키현  | 없음    | 없음                 | 없음 |      |
| 오키나와현  | 없음    | 없음                 | 없음 |      |

### 예전 가맹국
| 방송구역    | 약칭/ID | 회사명         | 가맹 시기                                               | 현재의 계열국        |
| ----------- | ------- | -------------- | ------------------------------------------------------- | -------------------- |
| 니가타 현   | NST 8   | 니가타 종합 TV | 발족 - 1981년 3월                                       | TV 니가타 방송망     |
| 주쿄 광역권 | NBN 6   | 나고야 TV 방송 | 발족 - 1973년 3월까지 CTV와 중복 가맹. 그 후 ANN 일원화 | 주쿄 TV 방송         |
| 가고시마 현 | KTS 8   | 가고시마 TV    | 발족 - 1994년 3월                                       | 가고시마 요미우리 TV |

## 계열외 관계 방송국

### 프로그램 네트워크 관계
| 방송구역   | 약칭/ID | 회사명           | 네트워크     | 비고                                                                                     |
| ---------- | ------- | ---------------- | ------------ | ---------------------------------------------------------------------------------------- |
| 오이타 현  | OBS 3   | 오이타 방송      | TBS 계열     | 테레비오이타가 편성 관계로 방송할 수 없는 프로그램을 방송                                |
| 미야자키현 | UMK 3   | TV 미야자키      | 후지 TV 계열 | 뉴스 네트워크 NNN에는 가맹.그런 이유로 니혼테레비와 일반 프로그램 주 거래처 관계가 있다. |
| 미야자키현 | MRT 6   | 미야자키 방송    | TBS 계열     | 스포츠 중계 등은 옛날부터 동시방송. 다만 스포츠 뉴스는 NNN 관계로 UMK에서 방송한다.      |
| 오키나와현 | OTV 8   | 오키나와 TV 방송 | 후지 TV 계열 | 편성상의 관계로 방송할 수 없는 프로그램은 RBC에서 방송                                   |
| 오키나와현 | RBC 3   | 류큐 방송        | TBS 계열     | OTV에서 편성상 방송할 수 없는 프로그램을 방송                                            |

### 참관형태 방송국
간토 지방의 독립 UHF 방송국 가운데, 도치기 TV를 제외한 4사는, 개국 당시부터 1990년대 초중반까지 NNS에 참관인 형태로 가맹하고 있었다. 현재 이 제도는 없어졌지만 여전히 전국 뉴스 소재 등을 NNN에서 받고있으며
쇼와 천황 사망 당시 특별 프로그램도 니혼TV의 특별 프로그램을 방송했다.
| 방송구역   | 약칭/ID | 회사명                |
| ---------- | ------- | --------------------- |
| 군마현     | GTV 3   | 군마 TV               |
| 사이타마현 | TVS 3   | TV 사이타마(테레타마) |
| 지바현     | ctc 3   | 지바 TV               |
| 가나가와현 | tvk 3   | TV 가나가와           |